# Флавій Ромул
Флавій Ромул (*Flavius Romulus, д/н — 28 вересня 351) — державний і військовий діяч Римської імперії.

## Життєпис
Походження достеменно невідоме. З часів імператора Костянтина I перебував на військовій службі. Просунувся кар'єрними щаблями за імператора Константа. Ймовірно, відзначився у кампанії проти брата останнього — Костянтина II у 340 році. В подальшому брав участь у кампаніях імператора на Дунаї та Рейні.
343 року призначено консулом (разом з Цециліаном Плацидом). У 350 році очолив змову серед вищих військовиків проти імператора Константа, завдяки чому перемогу здобув узурпатор Магненцій. Той призначив Ромула магістром кінноти. Був одним з командувачем армії Магненція у битві при Мурсі проти імператора Констанція II. Загинув у цій битві.